# Schloss Aalborghus

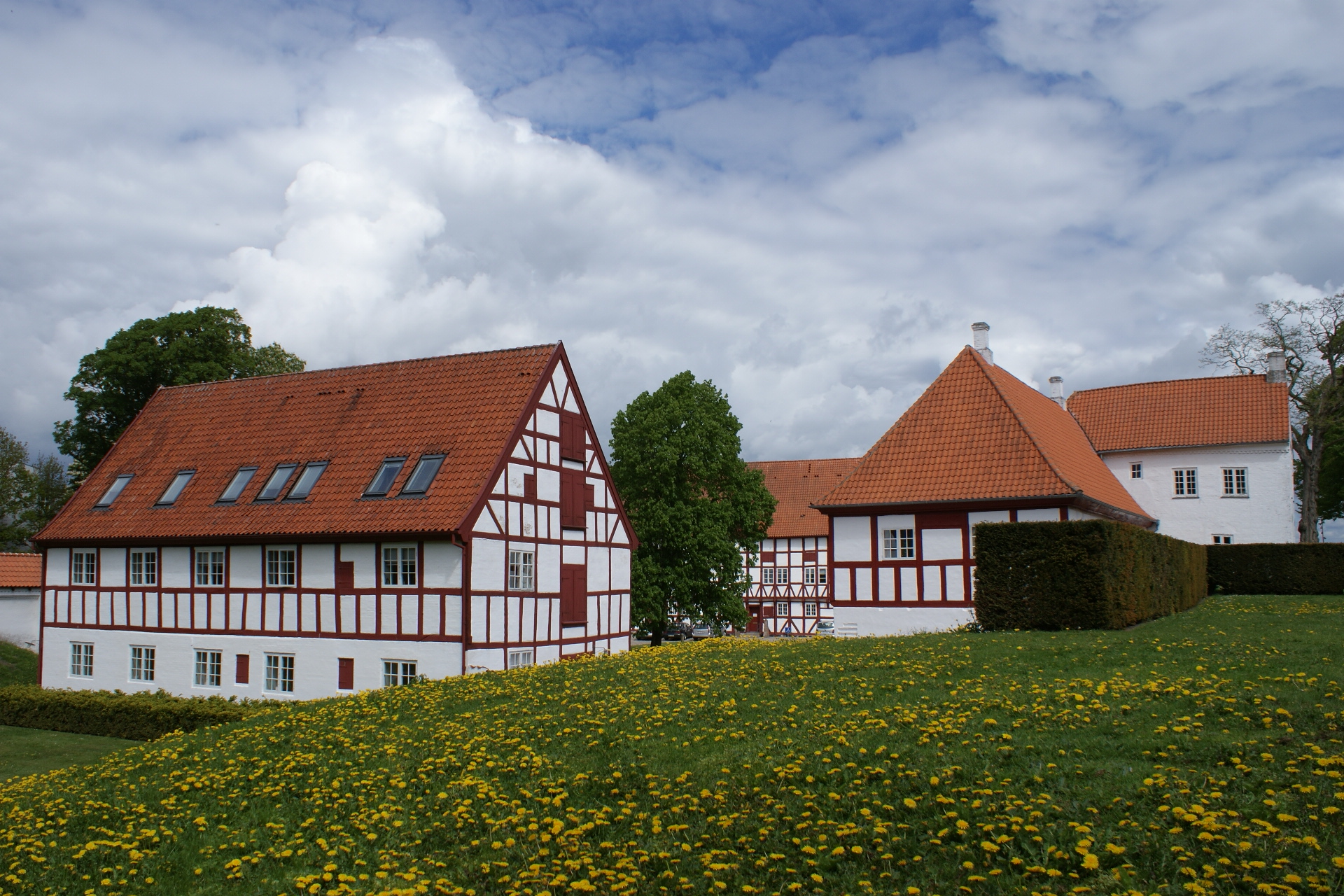
Blick vom östlichen Wall zur Schlossanlage

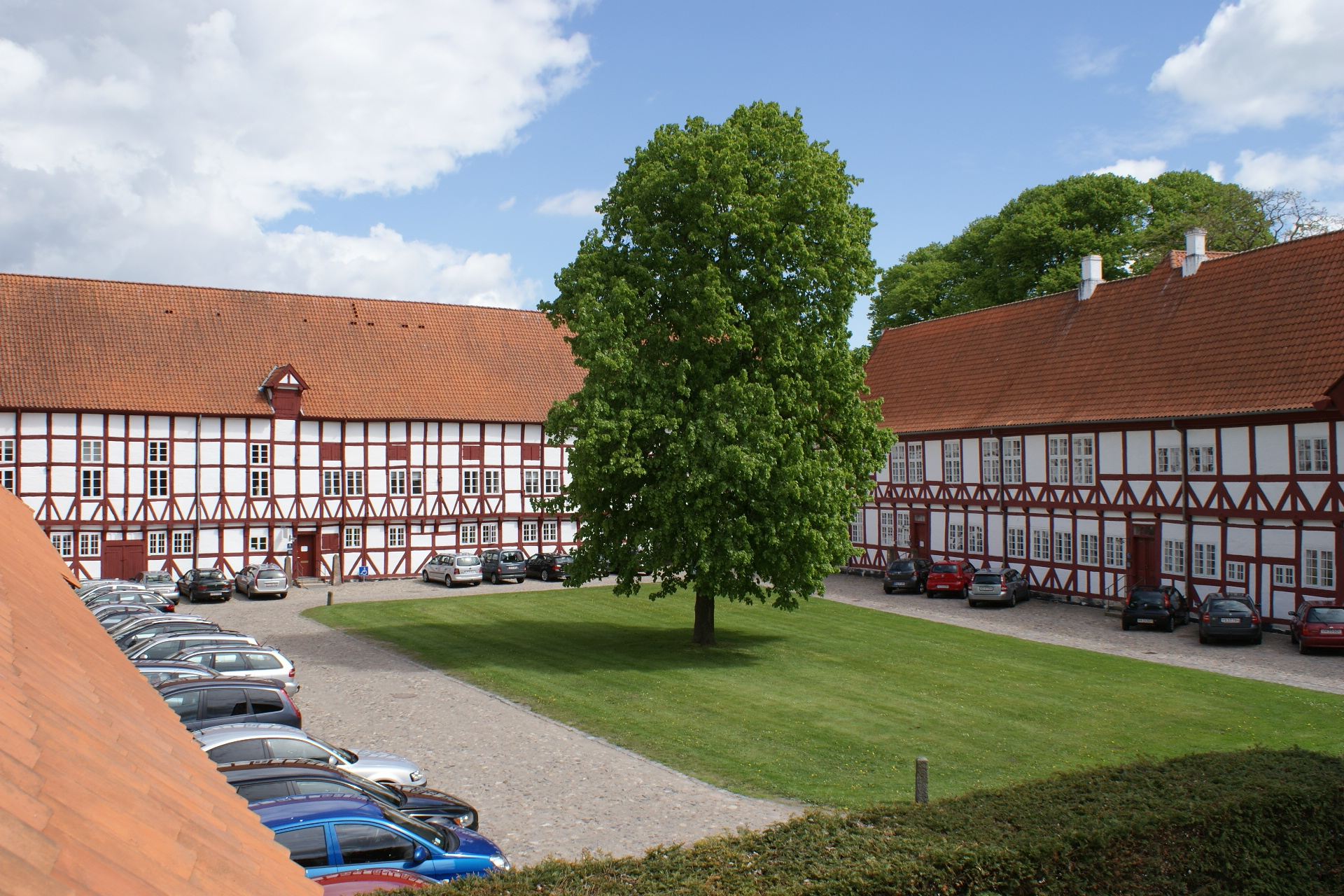
Hofansicht mit Nord- und Ostflügel (rechts)

Das Schloss Aalborghus (dänisch Aalborghus Slot, auch Ålborghus) liegt im Norden Jütlands in der dänischen Stadt Aalborg. Es wurde im Auftrag des Königs Christian III. von 1539 bis 1555 errichtet und unter Christian IV. in der ersten Hälfte des 17. Jahrhunderts umgebaut. Ursprünglich als Festung errichtet, diente das Schloss schon bald als Wohn- und Verwaltungssitz der norddänischen Provinzgouverneure und als Umschlagplatz der dort zusammengetragenen Steuer- und Naturalabgaben; als königliche Residenz wurde es nicht genutzt.
Das unmittelbar am Limfjord gelegene Schloss war einstmals eine vollständig von Wasser umgebene, rechteckige Burganlage, die von hohen Wällen geschützt wurde. Der älteste Trakt des Gebäudekomplexes ist der unter Christian III. erbaute Ostflügel, der sich hofseitig zwei- und wallseitig eingeschossig zeigt und an den sich der unter Christian IV. errichtete Nordflügel anschließt. Die westliche Seite des Hofs ist durch das teilweise erhaltene Wallsystem geschlossen, die Südseite ist heute offen und wird von einem freistehenden Gebäude des 19. Jahrhunderts begrenzt. Die in Fachwerk errichtete Anlage präsentiert sich in ihrem Baustil schlicht und die Treppengiebel der älteren Trakte verweisen auf die Bauformen der Gotik und der Nordischen Renaissance.  
Das Schloss dient bis in der Gegenwart als Verwaltungsbau und beherbergt verschiedene dänische Behörden. Die Innenräume sind nicht zu besichtigen, der Hof und die Wallanlagen sind jedoch öffentlich zugänglich. In den Kasematten unter dem westlichen Wall wird die Geschichte des Gebäudes für Besucher auf Informationstafeln vorgestellt.